# Siegfried Vergin
Siegfried Vergin (* 17. März 1933 in Freienwalde, Pommern; † 5. November 2012) war ein deutscher Politiker (SPD). Von 1990 bis 1998 war er Mitglied des Deutschen Bundestages.

## Leben und Beruf
Nach dem Abitur 1951 in Bad Doberan absolvierte Vergin ein Fernstudium und besuchte ein pädagogisches Institut. Bis 1955 war er im Kreis und der Stadt Rostock als Lehrer tätig. Anschließend siedelte er in den Westen über und wurde 1957 in Mannheim Lehrer. Von 1968 bis 1976 war er Rektor in Mannheim-Friedrichsfeld. Anschließend war er bis 1991 hauptamtlicher Vorsitzender des GEW-Landesverbands Baden-Württemberg. Bei der Deutsch-Israelischen Gesellschaft war er Vizepräsident. Vergin war verheiratet und hatte drei Kinder.

## Politik
1960 wurde Vergin Mitglied der SPD. Von 1965 bis 1971 wurde er in den Mannheimer Gemeinderat gewählt. 1990 wurde er Mitglied des Deutschen Bundestages. Mit seinem Sieg im Wahlkreis Mannheim I erlangte er das einzige Direktmandat für die SPD in Baden-Württemberg. Vier Jahre später zog er nochmals über die Landesliste in den Bundestag ein. Dort war er stellvertretender Vorsitzender der Enquete-Kommission „Überwindung der Folgen der SED-Diktatur im Prozeß der deutschen Einheit“.

## Ehrungen
Vergin wurde mit dem Bundesverdienstkreuz erster Klasse geehrt und 2003 mit der Ehrenmedaille der Jüdischen Gemeinde Mannheim ausgezeichnet.